# Controversia de los archivos del FBI de la Casa Blanca
La controversia de los archivos del FBI de la Casa Blanca de la administración Clinton, frecuentemente referida como Filegate, surgió en junio de 1996 alrededor de acceso impropio en 1993 y 1994 a documentos de seguridad del FBI. Craig Livingstone, director de la Oficina del Personal de Seguridad de la Casa Blanca, pidió indebidamente y recibió del FBI, reportes de antecedentes en relación con varios cientos de individuos sin solicitar permiso. Las revelaciones provocaron una fuerte reacción política y de la prensa porque muchos de los archivos abarcaban a empleados de la Casa Blanca de las administraciones republicanas anteriores, incluyendo consejeros presidenciales. Debido a las críticas, Livingstone renunció a su puesto. Las acusaciones hechas establecieron que figuras de la Casa Blanca, incluida la primera dama Hillary Rodham Clinton, posiblemente pidieron y leyeron los archivos por razones políticas, y que la primera dama había autorizado la contratación del poco cualificado Livingstone.
El asunto fue investigado por el Comité de Supervisión y Reforma de Gobierno, el Comité Judicial del Senado, y el Consejo Independiente de Whitewater. En 1998, el Consejero Independiente Kenneth Starr exoneró al presidente Bill Clinton y a la primera dama Hillary Rodham Clinton de cualquier involucramiento en el asunto. En el 2000 el Consejero Independiente Robert Ray emitió su reporte final sobre el Filegate, declarando que no había evidencia creíble de actividad criminal por algún individuo en el asunto y que no se tenía certeza que las mayores figuras de la Casa Blanca o que la primera dama hubieran solicitado los archivos, hubiesen actuado indebidamente o testificado de manera  deshonesta sobre la contratación de Livingstone. Un litigio independiente sobre el asunto llevado por una guardia judicial y un grupo protector conservador demoró por años por lo que un juez federal lo desechó en el 2010.

## Uso inadecuado de emisión de archivos

El uso indebido de los reportes de antecedentes del FBI estaba en el centro del asunto "Filegate".

"Filegate" comenzó el 5 de junio de 1996, cuando el congresista republicano de Pensilvania William F. Clinger, Jr., jefe del Comité de Supervisión y Reforma de Gobierno, anunció que el comité había encontrado durante sus investigaciones en marcha de "Travelgate", que los reportes de antecedentes del FBI sobre la figura de Travelgate, Billy Dale habían sido entregados a la Casa Blanca.  Al día siguiente, la Casa Blanca entregó al comité cientos de otros archivos relacionados con los empleados de la Casa Blanca de la Administración Reagan y la Administración George H. W. Bush, por lo que Craig Livingstone, director de la Oficina del Personal de Seguridad de la Casa Blanca, había solicitado indebidamente, y recibido del FBI entre 1993 y 1994, los reportes de antecedentes sin permiso de los individuos.
Las estimaciones son de 400 a 900 revelaciones sin autorización de archivos. El incidente causó una explosión intensa de críticas porque muchos de los archivos abarcaban empleados de la Casa Blanca de administraciones Republicanas pasadas, incluyendo figuras como James Baker, Brent Scowcroft, y Marlin Fitzwater.
Las explicaciones iniciales de la Casa Blanca de lo que pasó variaban, pero generalmente lo caracterizaban como una serie de errores hechos sin mala intención y ofrecieron disculpas a los afectados.  El presidente Clinton dijo que, "Parece haber sido un completamente honesto bodrio burocrático."  Pero su oponente republicano en las Elecciones presidenciales de Estados Unidos de 1996 que estaban en marcha, el senador Bob Dole, lo comparó con la lista de enemigos mantenida por la administración Nixon.  Los Republicanos hicieron otros cargos, incluyendo que la Casa Blanca estaba tratando de desenterrar información dañina sobre los republicanos en general y que la transferencia de archivos fue motivada por un deseo de difamar a Dale y a otros oficiales de la Oficina de Viajes de la Casa Blanca y por lo tanto justificar su despido.
El 18 de junio de 1996, la fiscal general Janet Reno pidió al FBI que indagara en ello; el director del FBI Louis Freeh reconoció que tanto el FBI y especialmente la Casa Blanca habían cometido "escandalosas violaciones de privacidad" (en algunos casos los reportes de los antecedentes contenían información sobre romances extramatrimoniales, transgresión con la ley y problemas médicos. El 21 de junio Reno determinó que era un conflicto de intereses para el Departamento de Justicia de los Estados Unidos investigar el asunto, y por lo tanto recomendó que se incorporara junto con todo el paraguas de las investigaciones Whitewater, bajo el cargo del consejero independiente Kenneth Starr. En cualquier caso, Starr ya había empezado a indagar en él.

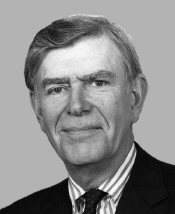
El Comité de Supervisión y Reforma de la Casa del Gobierno del Congresista Republicano Bill Clinger descubrió Filegate en 1996 y mantuvo audiencias en ello.

El 26 de junio de 1996, el Comité de Supervisión y Reforma de la Casa del Gobierno de Bill Clinger sostuvo auditorías en el asunto.  Livingstone, quien anunció su renuncia al inicio de su testimonio ese día, y su asistente, Anthony Marceca, insistió durante las auditorías del comité que los archivos mal manejados fueron resultado de una mezcla burocrática y que ninguna motivación indebida estaba detrás.  Ellos dijeron que cuando el personal administrativo de George H. W. Bush dejó la Casa Blanca en enero de 1993, ellos habían tomado todos los archivos de la Oficina del Personal de Seguridad con ellos para uso de la Librería Bush, como se les permitía hacer de acuerdo a la ley. El personal de la Oficina estaba intentando reconstruir archivos para incluir aquellos de los empleados permanentes de la Casa Blanca que seguían trabajando en la administración Clinton; Marceca, un investigador civil para el ejército, había sido contratado para esta tarea. Al hacerlo, ellos recibieron una lista desactualizada de los empleados del Servicio Secreto de la Casa Blanca, que incluían muchos nombres de personas que ya no eran trabajadores. Esta lista fue dada al FBI y como resultado los archivos de antecedentes del personal regresaron.  Lisa Wetzl, otra asistente, testificó que ella descubrió el error a mediados de 1994  y destruyó la lista.
También llamados a testificar estaban el antiguo consejero de la Casa Blanca Bernard Nussbaum y el antiguo consejero asociado William Kennedy III.  Livingstone, Nussbaum, y Kennedy ofrecieron disculpas a aquellos de quienes sus archivos habían sido obtenidos. El 24 de septiembre de 1996, el Comité de Supervisión y Reforma de Gobierno aprobó, en líneas partidistas, un reporte interino en el caso, exhortando a la administración Clinton para un «acercamiento de caballeros» hacia los procedimientos de seguridad susceptibles y declarando que una investigación posterior era necesaria para determinar si los eventos que rodeaban al manejo de los archivos eran «una torpeza, el resultado de incompetencia colosal, o si eran establecidos para ser más serios o incluso criminales».  El Comité parece nunca haber emitido un reporte final.
El Comité Judicial del Senado también fue involucrado mientras se investigaba el asunto, las auditorías empezaron el 29 de junio de 1996, y se enfocaron en las alegaciones en las que la Casa Blanca estaba metida en una operación de "trucos sucios" de la administración Nixon. Mirando las acusaciones de que los oficiales de la Casa Blanca o que la primera dama Hillary Rodham Clinton posiblemente examinaron indebidamente los archivos, en octubre de 1996 el jefe del comité republicano  Orrin Hatch solicitó que el FBI hiciera un análisis de sus huellas digitales.  El 3 de noviembre de 1996, el FBI informó al comité que ni las huellas de la primera dama o de algún otro oficial estaban en los archivos.

## Asunto de quién contrató a Livingstone

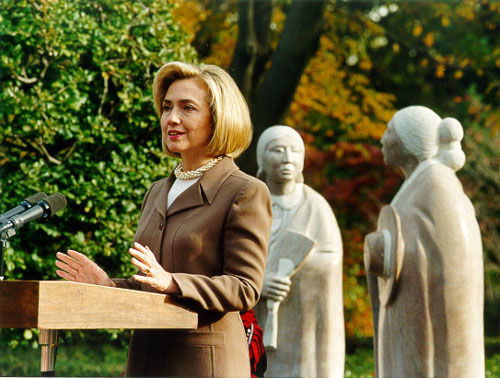
La primera dama Hillary Rodham Clinton fue llevada a investigación en relación si había tenido algún rol en la contratación del Personal de Seguridad de la Oficina de la Casa Blanca.

Un cuestionamiento secundario de la controversia Filegate rondaba en que era la Oficina del Personal de Seguridad quien había autorizado la contratación de Livingstone, y si estaba calificado para el trabajo. La Oficina no era responsable por la seguridad de la Casa Blanca, al encontrarse a cargo del Servicio Secreto de los Estados Unidos, y éste tampoco realizaba chequeo de antecedentes en empleados potenciales de la Casa Blanca, una tarea hecha por el FBI, tampoco mantenía los archivos personales de los empleados, que estaban guardados en una oficina distinta dentro de la Casa Blanca. Más bien, su rol era mantener el registro de quién era empleado por la Casa Blanca, asegurarse que las autorizaciones de seguridad estuvieran actualizadas, y dar resúmenes de seguridad a los nuevos contratados.  Sin embargo, Livingstone parecía carecer de cualidades para esta posición; él había trabajado en un número de campañas y transiciones Demócratas, incluyendo el haber sido parte de la campaña de 1992, y su único trabajo previo en el campo de "seguridad" era como guardia de seguridad de un bar local, un club nocturno de Washington D. C.. (En las auditorías del congreso, Livingstone objetó: "a falsas e injustas caricaturas de quien soy [...] Yo he trabajado duro por poco o sin paga alguna en campañas políticas de candidatos que yo sentía que harían a este país un mejor lugar para vivir."  En los años posteriores Livingstone continuaría declarando en Internet que estaba calificado para el puesto, que la primera dama había firmado para contratarlo y que su carácter se había difamado por la prensa general.) Los oponentes de Clinton declararon que Livingstone tenía el nivel más alto de autorizaciones de seguridad en el gobierno de Estados Unidos. Los oficiales de la Casa Blanca no pudieron explicar por qué Livingstone fue contratado, ni quien lo había contratado.
Un documento del FBI sugería que a Livingstone se le había dado su puesto porque la primera dama Hillary Rodham Clinton era amiga de la mamá de Livingstone y lo había recomendado. Hillary Clinton declaró que mientras era retratada con la mamá en un gran grupo, ella no la conocía. Hillary Clinton fue brevemente depuesta en el Consejo Independiente de la Casa Blanca con respecto a este asunto el 14 de enero de 1998.  (Ese mismo día, el propio personal de la Oficina del Consejo Independiente escuchaban conversaciones grabadas de Linda Tripp y Monica Lewinsky; el escándalo Lewinsky estaba por estallar.)  En 1999, Clinton declaró bajo juramento que él no tenía nada que ver con la contratación de Livingstone. Livingstone también declaró bajo juramento que no era verdad la supuesta contratación por relación. Hillary Clinton se referiría posteriormente a todo el asunto de los archivos como un "seudoscándalo".

## Hallazgos Oficiales

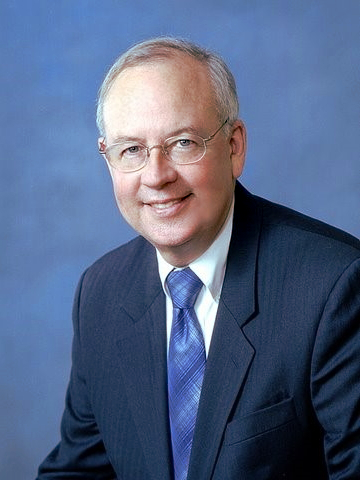
El Consejero Independiente Kenneth Starr exoneró tanto al presidente como a la primera dama con respecto al asunto de los archivos del FBI en 1998.

El 19 de noviembre de 1998, el Consejero Independiente testificó ante el Comité Judicial del Congreso en relación con la absolución de Bill Clinton de cargos relacionados con el escándalo Lewinsky. Aquí por primera vez, Starr exoneró tanto al presidente Clinton como a la primera dama de complicidad en el asunto de los archivos del FBI, diciendo que "mientras que cuestiones pendientes que estamos intentando resolver con respecto a un individuo del cual [nosotros] no encontramos evidencia que alguien de mayor rango [que Livingstone o Marceca] estuvo involucrado en ordenar estos archivos del FBI. Segundo, nosotros no hemos encontrado evidencia de que la información contenida en los archivos de antiguos oficiales fuera utilizada para un propósito indebido."  (Starr también eligió esta ocasión para limpiar al presidente Clinton en la cuestión de Travelgate, y para decir que el no había cometido alguna fechoría acusable en el asunto Whitewater; los demócratas en el Comité inmediatamente criticaron a Starr por mantener esta información hasta después de las elecciones del Congreso de1998.)
En marzo del 2000, el Consejero Independiente Robert Ray, sucesor de Starr, emitió el reporte final de la oficina en el caso, como parte de un esfuerzo de juntar todos los casos relacionados con Whitewater antes del fin del término de Bill Clinton Ray determinó que no había evidencia creíble de actividad criminal por algún individuo en el asunto. Atribuía la recolección de los archivos por parte de Marceca que tenía una lista desactualizada del Servicio Secreto de las aprobaciones de la Casa Blanca, como había declarado originalmente. Declaraba que a pesar de que las declaraciones Marceca eran a veces "contradictorias y engañosas", eran "suficientemente transparentes" y que había evidencia insuficiente para probar que Anthony Marceca había hecho falsas declaraciones al Congreso durante su testimonio. El reporte atribuía el asunto de los archivos del FBI a "una falla de procedimiento a varios niveles," diciendo que el Servicio Secreto había provisto información críticamente errónea, y que estaba agravado por el procedimiento informal de la Casa Blanca de solicitar información susceptible por "personal sin experiencia, sin entrenamiento y sin supervisar, con antecedentes de agentes políticas"
Basado en una investigación que incluía el análisis de huellas previo, el reporte declaraba que:

no había evidencia substancial y creíble de que ningún oficial de la Casa Blanca, o la primera dama Hillary Rodham Clinton, estaban involucrados en buscar reportes confidenciales de antecedentes del FBI del ex-personal de la Casa Blanca de administraciones anteriores del Presidente Bush y el Presidente Reagan.
Robert Ray

El reporte de Ray también concluyó que no había evidencia creíble que Bernard Nussbaum testificara falsamente sobre no haber discutido la contratación de Livingstone con la primera dama, y descubrió también que no había una relación personal entre la primera dama y Livingstone que habían formado las bases de la contratación.

## Demanda del Vigilante Judicial

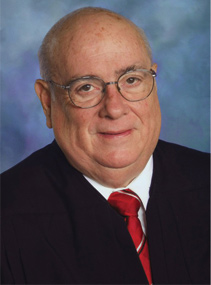
Por una década, el Juez Federal Royce C. Lamberth ha presidió sobre un litigio emanado del asunto Filegate.

Aparte de la investigación del Consejo Independiente, el Vigilante Judicial, un grupo vigilante conservativo, participaba en una litigación sobre el escándalo de los archivos del personal de la Casa Blanca.  La demanda colectiva de Cara Leslie Alexander et al del Vigilante Judicial vs. el FBI et al, presentada en nombre de algunos miembros de las Administraciones de Reagan y de George H. W., alegaba que Livingstone, junto con Anthony Marceca y William Kennedy, obtuvieron los archivos y los saquearon. El fundador del Vigilante Judicial y antagonista supremo de Clinton Larry Klayman atrajo suficiente atención con el caso por haber recurrido al personaje de Larry Claypool a ser modelado por él en la serie de televisión The West Wing.  En enero de 2000, el Vigilante Judicial estaba llenando declaraciones juradas en la Corte de Distrito de Columbia de Estados Unidos bajo el juez Royce C. Lamberth relacionado con el caso.  En la demanda de $90 millones, ellos reclamaban que la primera dama sí, a pesar de sus negaciones, conocía a Livingstone – ciertamente que Livingstone se había jactado con asociados que era muy cercano al presidente y a su esposa  – y que Clinton lo había contratado personalmente por el trabajo de seguridad. (defensores de la Casa Blanca señalaron que Livingstone tenía una larga historia de exagerar su importancia y conexiones.) El Vigilante Judicial también dijo que tenían cinco fuentes que declaraban que Livingstone había sido contratado y había trabajado para la primera dama, y también descubrieron algunas fotografías de Livingstone en el vecindario de la primera dama (pero sin hablar con él).  En diciembre de 2002 el Vigilante Judicial obtuvo un fallo del juez Lamberth en el que los recientemente descubiertos e-mails de la Casa Blanca fueran buscados por posible evidencia en el litigio.  Klayman dijo, "Hillary Clinton fue la mente maestra de Filegate. Ella no escapará a la justicia."  Sin embargo Klayman y el Vigilante Judicial tuvieron una severa caída en 2003, y varios años pasaron con poco o nada sucediendo en la demanda.
El 9 de marzo de 2010, el juez Lamberth desechó el caso.  El juez afirmó que los demandantes, a pesar de años de oportunidad, habían fallado en proveer alguna evidencia que el asunto era una gran conspiración más que un error burocrático, y dijo que "esta corte le queda por concluir que con la demanda, para citar a Gertrude Stein, 'no había' un ahí.'"  Nussbaum, uno de los acusados, dijo burlonamente "No bromees" cuando se desechó el caso. Los reportes de los medios concluyeron que, catorce años después de que los eventos iniciales fueran puestos en marcha, Filegate finalmente había acabado.  Sin embargo, en mayo de 2010, el Vigilante Judicial presentó una apelación del desecho del caso con la Corte de Apelaciones de Estados Unidos para el Circuito del Distrito de Columbia, y el caso parece seguir activo.